# Супрун Уляна Надія
Уляна-Надія Супрун (до шлюбу — Юрків, англ. Ulana Nadia Suprun; нар. 30 січня 1963, Детройт) — українська громадська та державна діячка. Виконувачка обов'язків міністра охорони здоров'я України (серпень 2016—серпень 2019), лікарка, раніше — директорка гуманітарних ініціатив Світового конґресу Українців.
Засновниця громадської організації «Захист патріотів», громадської організації «Арк. Юей», директорка Школи реабілітаційної медицини при Українському католицькому університеті, позаштатна консультантка комітету Верховної Ради з питань охорони здоров'я. У липні 2016 року призначена заступницею міністра охорони здоров'я України, а від 1 серпня 2016 по 29 серпня 2019 року була виконувачкою обов'язків міністерки охорони здоров‘я. Один із спікерів Форуму Вільних Держав Постросії.

## Життєпис
Уляна Супрун народилася 1963 року в українській родині в Детройті, США. Батько Джордж (Юрій) та мати Зеновія Юрків. Тут вона зростала, ходила до української церкви, змалку була у Пласті. Згодом здобула фах лікаря-радіолога, жила та працювала у США.

### Освіта

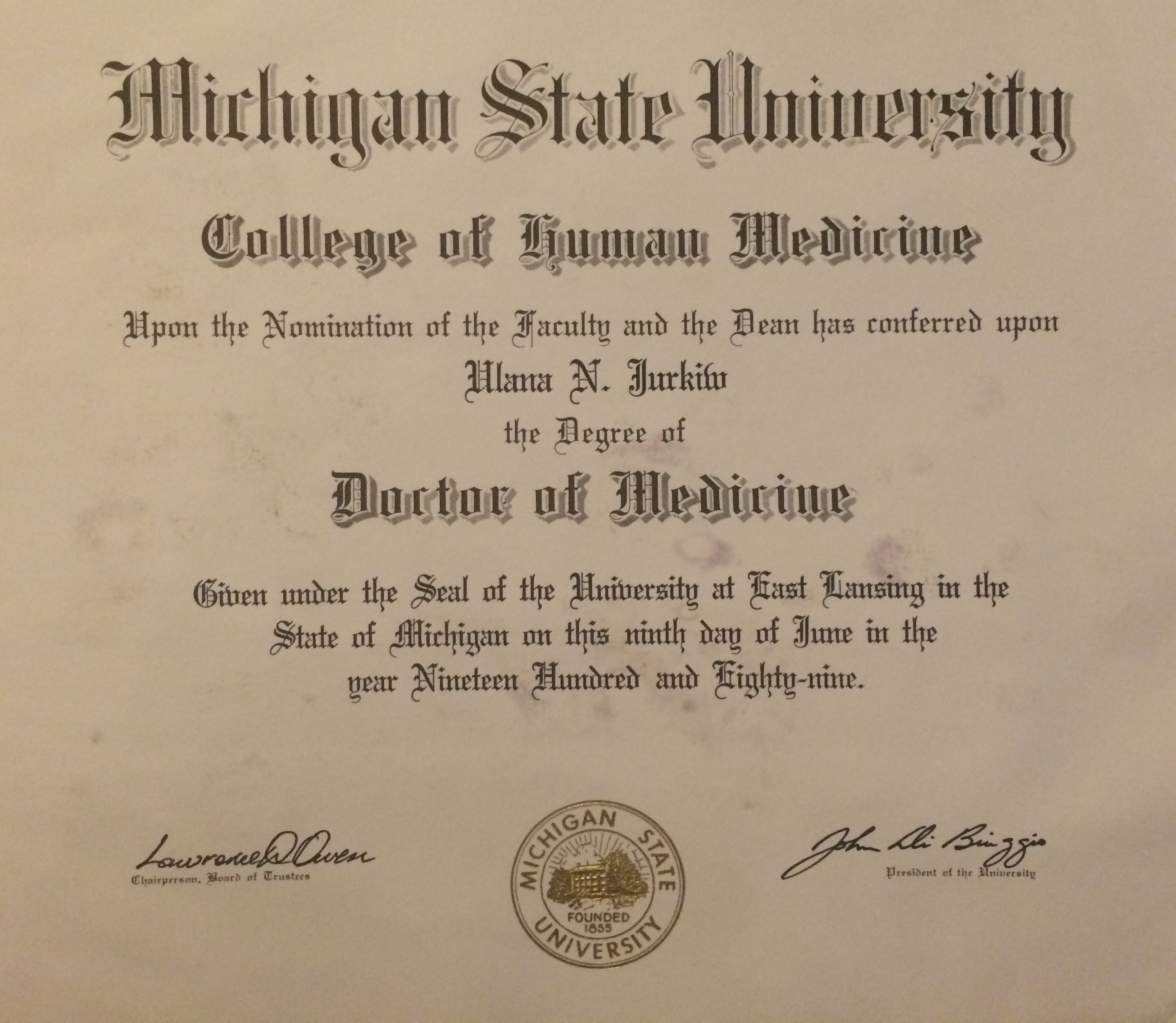
Диплом Doctor of Medicine (США)

- Навчання на бакалавраті природничих наук в галузі біології в Університеті Вейна, США (1981—1985)
- Навчання на лікарку (Doctor of Medicine)[12] в Університет штату Мічиган, Коледж медицини людини[en], США (1985—1989)
- Проміжна річна програма резидентури, лікарня Оаквуд, США (1989—1990)
- Лікарка-резидентка з радіологічної діагностики, лікарня Синай в Детройті[en], США (1990—1994)[13]
- Аспірантура з мамографії та томографічної радіології, лікарня Генрі Форда, США (1994—1995)[14]

### Український період
Восени 2013 року разом із чоловіком Марком вирішили переїхати до України. Відтак 29 листопада під час революції була в Києві на Майдані. Уляна працювала в медичній службі, згодом очолила гуманітарні ініціативи Світового конґресу Українців та заснувала громадську організацію «Захист патріотів».
27 липня 2016 року уряд призначив Уляну Супрун в. о. міністра охорони здоров'я. Виконувала обов'язки міністерки охорони здоров'я понад три роки — до серпня 2019 року, коли уряд Володимира Гройсмана склав повноваження після парламентських виборів 2019 року. Упродовж цього періоду Супрун так і не обійняла пост міністра та залишалася в ролі виконувачки обов'язків через політичний конфлікт навколо законності її призначення.
Після завершення роботи в міністерстві охорони здоров'я Супрун продовжує громадську діяльність у сфері медицини та веде популярний фейсбук-блоґ.

## Професійна діяльність
З 1995 по 1999 роки працювала в діагностичній радіології жіночого здоров'я в Нью-Йорку, згодом стала виконувачкою обов'язків директорки в галузі діагностичної радіології молочних залоз у лікарні Генрі Форда в Детройті. З 2000 року Уляна Супрун працювала заступницею головного лікаря-радіолога в Діагностичній радіології жіночого здоров'я (Медікал Імеджинґ оф Мангеттен), пізніше стала заступницею медичного директора й партнеркою цього медичного центру, де працювала до 2009 року.
Після переїзду в Україну стала директоркою гуманітарних ініціатив Світового конґресу Українців, заснувала громадську організацію «Захист патріотів». У жовтні 2015 року стала засновницею та директоркою Школи реабілітаційної медицини Українського католицького університету.

### МОЗ України

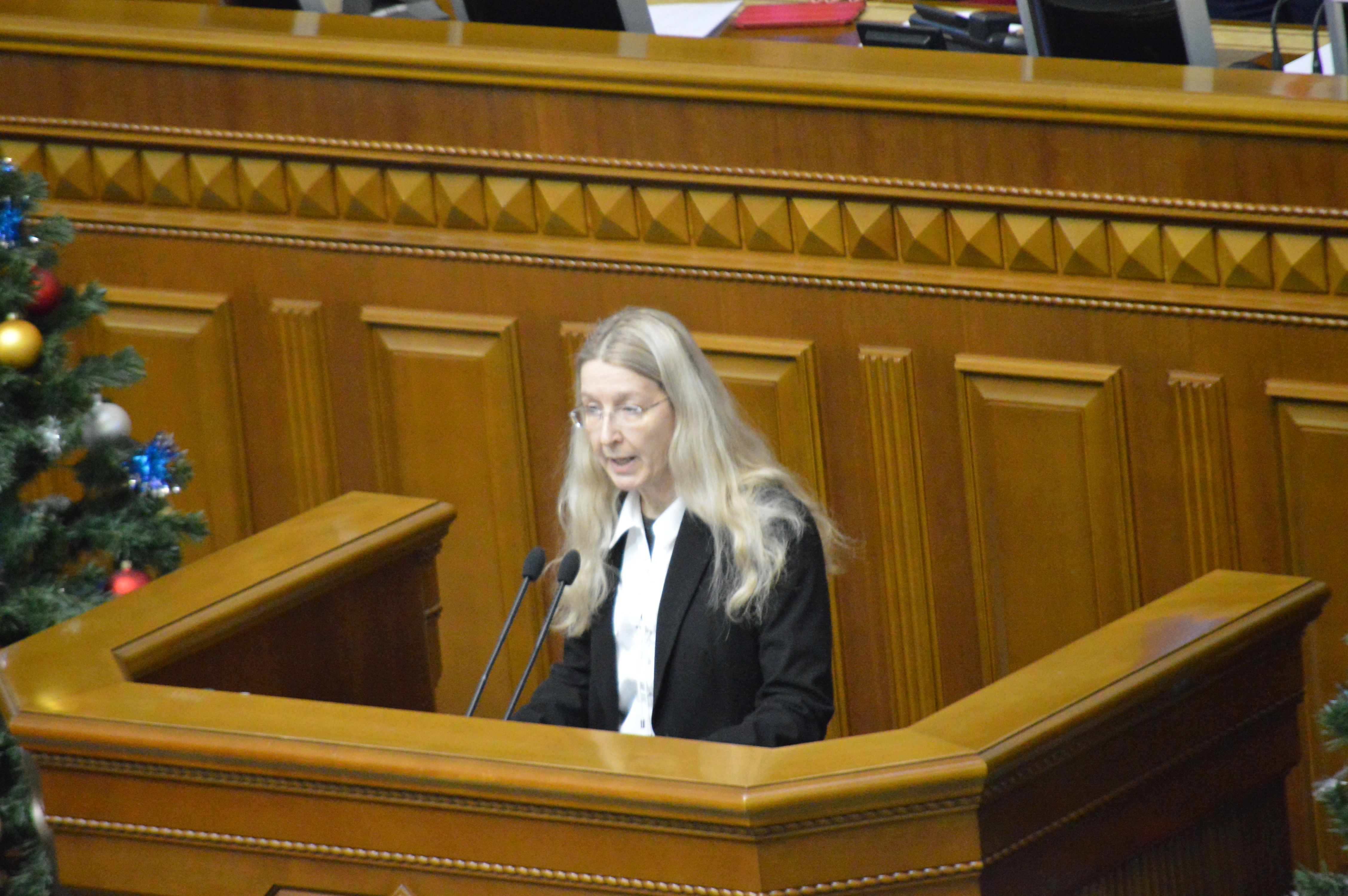
Уляна Супрун у Верховній Раді України

12 липня 2016 року президент України Петро Порошенко підтримав пропозицію прем'єр-міністра Володимира Гройсмана про призначення Уляни Супрун заступницею міністра охорони здоров'я України.
1 серпня 2016 року Супрун почала виконувати обов'язки міністерки охорони здоров'я України. 2 вересня представили заступників міністра Павла Ковтонюка, Олександра Лінчевського та Оксану Сивак.
30 листопада 2016 року уряд ухвалив 10 постанов, які заклали засади реформування системи охорони здоров'я в Україні та вирішували оперативні питання управління медичною сферою. Зокрема, затверджено 2 концепції — реформи фінансування системи охорони здоров'я та розвитку системи громадського здоров'я, – ухвалено постанову щодо утворення госпітальних округів, затверджено ліцензійні умови провадження господарської діяльності з виробництва лікарських засобів, постанову, що спрощує лікарням процес формування кошторисів, а також 2 постанови, якими з резерву та шляхом перерозподілу на поточний рік додатково виділено понад 867 млн грн.
1 квітня 2017 року уряд разом із Міністерством охорони здоров'я України запустив програму «Доступні ліки», виділивши на неї 500 млн грн. Пацієнти зможуть отримати ліки від серцево-судинних захворювань, діабету ІІ типу та бронхіальної астми безкоштовно або з незначною доплатою. На середину липня 2017 учасницями програми вже були 6179 аптек, а пацієнти отримали ліки за 3,6 мільйона рецептів. З серпня програму розширили на 41 препарат та виділили додаткові 20 млн грн фінансування.
8 червня 2017 року Верховна Рада ухвалила в першому читанні законопроєкт №  6327, який запроваджує нову модель фінансування системи охорони здоров'я. 19 жовтня Верховна Рада проголосувала за проєкт закону «Про державні фінансові гарантії надання медичних послуг та лікарських засобів» № 6327 у другому читанні та в цілому. 30 січня закон України «Про державні фінансові гарантії медичного обслуговування населення» № 2168-VIII від 19.10.2017 набув чинності.
На посаді міністра у 2019 році проводила активну кампанію за легалізацію використання канабісу в медичних та наукових цілях. За її словами, блокування легалізації сталося через позицію Міністерства внутрішніх справ України та особисто міністра Арсена Авакова, які аргументували відмову в погодженні положеннями щодо канабісу у Кримінальному кодексі.

#### Медична реформа
1. Реформа передбачає зміну моделі фінансування системи охорони здоров'я.
2. Державні гарантії оплати наданих пацієнтам медичних послуг та лікарських засобів коштом держбюджету будуть здійснюватися за принципом «гроші ходять за пацієнтом».
3. 1 січня 2018 року розпочнуться зміни на первинній ланці. Пацієнт зможе отримувати первинну допомогу безоплатно в обраного ним сімейного лікаря.
4. Оплата за надану медичну послугу пацієнту за єдиним тарифом на вторинній та третинній ланці буде впроваджуватися з 2019 року.
5. До 2020 року вся система охорони здоров'я перейде на прямі оплати від Національної служби здоров'я України лікарям та медичним установам усіх напрямків спеціалізації.
6. Середня ставка для сімейного лікаря за приписану людину у 2018 році — 370 гривень на рік.
7. Річний тариф на літню людину (65+) та малюка — вдвічі більший за тариф на чоловіка віком 25 років.
8. Власний прибуток лікаря ефективної сімейної практики з 2000 пацієнтами в статусі ФОП — до 18 тисяч гривень, медсестри — 12 тисяч гривень. При цьому у групових практик менші витрати і більші доходи.
9. Пільги, що вже існують у сфері медичного обслуговування, залишаються чинними та реалізуються відповідно до тих законів, якими вони впроваджені.
10. Буде розширений перелік ліків, вартість яких за рецептом від сімейного лікаря відшкодовується державою повністю або частково за програмою «Доступні ліки».

#### Критика
1 січня 2017 року розпочалася потужна хвиля критики на адресу Міністерства охорони здоров'я України. Директор Київського міського центру серця Тодуров Борис Михайлович, кандидатуру якого розглядали на посаду міністра охорони здоров'я, звинуватив Уляну Супрун у тому, що МОЗ не закупило швидкопомічні витратні матеріали на суму 364 мільйони гривень за програмою по серцево-судинних захворюваннях (ССЗ). Його підтримав Віктор Медведчук та Вадим Рабінович. Останній скликав мітинг під МОЗ на захист Тодурова.
У серпні 2016 року, коли нова команда прийшла працювати в міністерство, перед нею стояло два виклики: завершити закупівлі за кошти бюджету 2015 року (станом на 25.07.2016 закупівлі за кошти 2015 були здійснені лише на 50 %) і паралельно розпочати закупівлі за бюджетом 2016 (станом на 01.08.2016 для їх початку майже не було здійснено відповідної підготовчої роботи).
Міністерство охорони здоров'я опублікувало розгорнуту позицію щодо звинувачень на офіційному вебсайті, де пояснило, що закупівлі за державні кошти 2016 року за напрямком «серцево-судинні захворювання» вперше здійснюватимуться через міжнародну організацію, а не через міністерство, як це робили раніше.
Нова команда МОЗ упродовж вересня-жовтня 2016 року змінила номенклатури та технічні завдання за напрямком ССЗ на користь збільшення позицій, які дозволять українським лікарям провести більше типів оперативних втручань для ширшого кола пацієнтів та закупити більше стентів з економією (до прикладу, за бюджет 2015 — 7 179 стентів, за бюджет 2016 — 10 638 стентів). 12 грудня 2016 міністерство підписало остаточний договір з британською королівською агенцією Crown Agents, відповідальною за закупівлі за даним напрямком, на суму 357,2 млн грн. Уже 28 грудня 2016 року оголосили перший тендер. Станом на 6 січня 2017 року Crown Agents оголосило всі тендери по цьому напрямку.
Також на сайті йдеться про забезпечення роботи Інституту серця. У період з грудня 2015 по листопад 2016 року для Інституту серця, відповідно до заявок, було розподілено та перерозподілено медикаментів та медичних виробів на загальну суму понад 44 млн грн. За бюджетом 2016, на ССЗ для Інституту були виділені кошти в обсязі 50 млн грн при загальній сумі для всіх регіонів України — 357,2 млн грн.
У розслідуванні адвокатки Євгенії Закревської йдеться про закупівлю самим Інститутом ліків за максимально дозволеними цінами: ціни на певні препарати були на 50 % вищими, ніж в аптеках. За один місяць перевитрати склали 148 тисяч гривень.
28 квітня 2017 року директор Національного антикорупційного бюро України (НАБУ) Артем Ситник повідомив, що проти виконувачки обов'язків міністра охорони здоров'я Уляни Супрун Генеральна прокуратура України відкрила кримінальні провадження. 30 квітня прессекретарка генпрокурора Лариса Сарган заявила, що ГПУ спростовує інформацію директора НАБУ Артема Ситника про відкриття кримінальних проваджень проти Уляни Супрун.
17 серпня 2017 року депутат Верховної Ради України від фракції «Опозиційний блок» Ігор Шурма повідомив, що виконувачка обов'язків міністра охорони здоров'я України Уляна-Надія Супрун не припинила іноземного громадянства, спираючись на інформацію Державної міграційної служби України, надану у відповідь на колективне депутатське звернення № 84/01/08-17 від 3 серпня 2017 року. Міністерство охорони здоров'я України повідомило, що в.о. міністра охорони здоров'я доктор Уляна Супрун є громадянкою України, має український паспорт, в тому числі для виїзду за кордон. Усі дії в контексті громадянства України було вчинено у строгій відповідності до чинного законодавства України.
5 лютого 2019 року Окружний адміністративний суд Києва заборонив Уляні Супрун виконувати обов'язки міністра охорони здоров'я, залишивши за нею можливість виконання функцій заступника міністра. При цьому у забезпеченні двох аналогічних позовів Ігоря Мосійчука 14 січня і 18 січня судом було відмовлено.
14 лютого 2019 року Окружний адміністративний суд Києва вирішив скасувати попереднє рішення, яке забороняло Уляні Супрун виконувати обов'язки міністра охорони здоров'я.
За запитами лікарів - зруйнувала Систему Охорони Здоров'я України, надала системі американський досвід, що негативно впливає на всю систему.
Громадська діяльність
Член наглядової ради Першого добровольчого медичного шпиталю імені Миколи Пирогова, Медиків Майдану, Осередку Спілки української молоді в Нью-Йорку (1995—2013), Українського конґресового комітету Америки (1990 — дотепер), директорка Ради з надання гуманітарної допомоги українцям, УККА (1997—1999), президент Українсько-американської асоціації громадських свобод (2000—2009).
11 липня 2015 року президент України Петро Порошенко підписав укази про прийняття до громадянства України подружжя Уляни та Марка Супрунів.

## Погляди
Супрун виступає за прискорення прийняття закону про трансплантацію органів:
Однією з особливостей закону є зміна «презумпції незгоди» — заборони вилучення органів у разі констатації смерті людини без згоди на те її рідних, на «презумпцію згоди» — надання права вилучати в померлого(-ї) будь-які органи у разі, коли людина за життя не залишила письмової заборони того. Подібний підхід суперечить підходам, які використовують у Німеччині, США, Греції, Великій Британії, тощо, де трансплантацію можна проводити тільки за згодою родини померлих (і не суперечить підходам котрі використовують в РФ, Іспанії, Португалії, Бельгії, Італії, Австрії, Норвегії, Фінляндії, Франції, Швеції, тощо), зокрема «Конвенції про захист прав і гідності людини щодо застосування біології та медицини». Акцентує на профілактичній медицині, вважаючи, що проблема запущеності хвороби це проблема вчасного відвідування сімейних лікарів та ранньої діагностики.